# Kusocza
Kusocza (ros. Кусоча) – wieś w Rosji, w Kraju Zabajkalskim, w rejonie mogojtujskim Agińskiego Okręgu Buriackiego. W 2010 liczyła 1069 mieszkańców.